# 鑲點石斑魚
鑲點石斑魚，俗名為黑點格仔，為輻鰭魚綱鱸形目鱸亞目鮨科的其中一個種。

## 分布
本魚分布於印度西太平洋區，包括安達曼海、台灣海峡、日本、阿拉弗拉海、印尼、菲律賓、斐濟、澳洲西北部、南海等海域皆有其蹤跡。

## 深度
水深1至40公尺。

## 特徵
本魚體長橢圓形，頭較大，大於體高，鰓蓋上各棘之距離相等，眶間區窄，中央微凹。眼較小，短於吻長。口大；上頜骨後端延伸至眼後緣下方；上頜前端有一能倒伏之牙齒；兩側齒細圓錐狀，排列不規則；下頜前端有較大圓錐狀齒；腭骨和鋤骨均具齒。身為淡褐色，體側有7條暗色闊橫帶，帶緣鑲有黑點。體被細小櫛鱗；側線鱗孔數47至52枚；縱列鱗數90至121枚。背鰭具硬棘5枚，軟條15至16枚；臀鰭硬棘3枚，軟條8枚；腹鰭腹位，末端延伸不及肛門開口；胸鰭圓形，中央之鰭條長於上下方之鰭條，且長於腹鰭，但短於後眼眶長；尾鰭圓形。體長可達40公分。

## 生態
幼魚在較淺的水域，躲藏在礁穴中，潮池中亦常看到。漁民常捕獲幼魚後在沿海進行箱網養殖或魚池蓄養。成魚游泳力強，以單獨活動居多。

## 經濟利用
高價值經濟的食用魚，適合各種烹調方法。